# Elisabeth Ubbe
Elisabeth Ubbe, född 1968, är en svensk barnmorska, fotograf och journalist.
Hon inledde sitt yrkesliv som barnmorska, men har senare studerat journalistik vid Tollare folkhögskola samt fotografi vid Nordens Fotoskola Biskops-Arnö. Som journalist har hon främst fokuserat på frågor som rör kvinnor, till exempel amning, kvinnlig könsstympning och bröstcancer. Under 2019 kommenterade hon fenomenet dickpics i sitt projekt Motstånd, genom att placera penisar i klassiska stilleben.  
Hon har arbetat för tidningar som Nacka Värmdö Posten, Dagens Nyheter, Svenska Dagbladet, UNT, Expressen, Hufvudstadsbladet och New York Times. Mellan 2009 och 2015 var hon chefredaktör för Amningsnytt.
År 2014 gav hon ut boken De osynliga brösten. Fyra år senare kom henne bok Kvinnlig könsstympning, som ska öka kunskapen om vad det är och uppmärksamma att det förekommer i Sverige. 